# (6963) 1990 OQ3
(6963) 1990 OQ3 (1990 OQ3, 1970 SU, 1980 RX5, 1982 BV14, 1987 UH4, 1990 SF18) — астероїд головного поясу, відкритий 27 липня 1990 року.
Тіссеранів параметр щодо Юпітера — 3,599.